# Оман блошиний
Оман блошиний, оман блошник (Inula conyza, Inula conyzae чи Pentanema conyzae) — вид рослин з родини айстрових (Asteraceae), поширений у Європі, Алжирі, Західній Азії.

## Опис

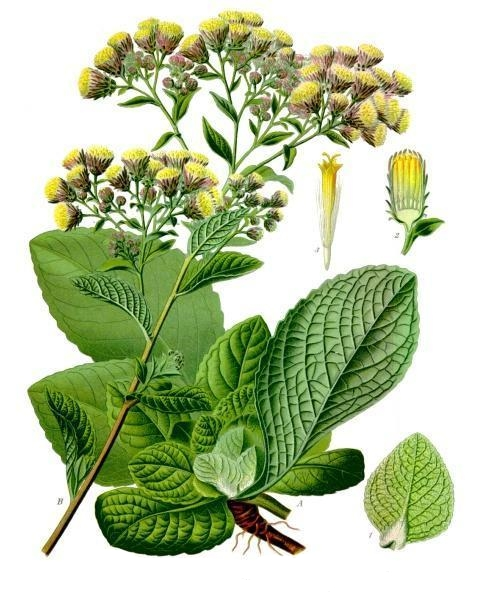
ілюстрація

Трава дворічна чи багаторічна 50–80 см заввишки. Стебло пряме, неглибоко борозенчасте, вгорі гіллясте, часто бурувато-червоне. Прикореневі листки черешкові, від довгастих до оберненоланцетоподібних, завдовжки 7–15 см і шириною 2–4 см. Стеблові листки чергові, сидячі, від довгастих до вузько-яйцеподібних, 5–14 см завдовжки та 2.5–4.5 см завширшки. Квітки від жовтувато-коричневих до фіолетових. Плід — горіх.

## Поширення
Поширений у Європі від Португалії до України, в Алжирі, Західній Азії.
В Україні вид зростає на сухих схилах, вапнякових скелях, серед чагарників і на узліссях — у західному Поліссі і західному Лісостепу, зрідка; в гірському й південному Криму, більш-менш звичайно.